# 메리 루이즈 웰러
메리 루이즈 웰러(Mary Louise Weller, 1946년 9월 1일 ~ )는 미국의 조교사, 배우, 모델이다.
뉴욕에서 태어났다.

## 출연 작품

### 영화
- 애니멀 하우스의 악동들 (1978)
- 블러드 타이드 (1982)
- 플라잉 킬러 (1982)
- 암흑가의 분노 (1982)

### 텔레비전
- 스타스키와 허치 (1978)
- 기동순찰대 (1978)
- 꿈꾸는 낙원 (1979)